# Radhanpur (stato)
Lo Stato di Radhanpur fu uno stato principesco del subcontinente indiano, avente per capitale la città di Radhanpur.

## Storia
Nel 1753 Jawan Mard Khan II, figlio di Jawan Mard Khan I che era assistente dell'Impero moghul nel governo del Gujarat, divenne regnante indipendente del Radhanpur. Nel 1706 Jafar Khan era già stato nominato governo di Patan e nel 1715 suo figlio Khan Jahan (Jawan Mard Khan I) era stato nominato governatore del Radhanpur.
Dopo il crollo dell'Impero moghul e l'inizio del governo dei Maratha nell'area, lo stato del Radhanpur venne costituito come regno indipendente nel 1753 da Jawan Mard Khan II. Il 16 dicembre 1813, il Radhanpur divenne un protettorato britannico e nel 1819 aiutò gli inglesi ad espellere i locali razziatori khosa che erano soliti fare delle incursioni dal Sindh. Lo stato divenne parte dell'Agenzia del Palanpur della Presidenza di Bombay, che nel 1925 divenne l'Agenzia di Banas Kantha. Gli amministratori britannici si presero in carico la reggenza dello stato in due occasioni, quando due diversi nawab morirono lasciando figli minorenni a succedergli.
I nawab di Radhanpur ottennero dagli inglesi il controllo delle loro relazioni estere, oltre alla possibilità di coniare loro monete Quest'ultimo privilegio venne mantenuto sino all'anno 1900, quando lo stato del Radhanpur dovette adottare la rupia indiana per la propria monetazione.
Nel 1943, con l'implementazione dell' attachment scheme, lo stato del Radhanpur aumentò il proprio territorio di ulteriori 2.234 km2 unendo a sé i territori di altri stati minori. La popolazione aggiunta fu di ulteriori 33.000 abitanti il che portò il totale degli abitanti dell'area a 100.644 abitanti.

## Governanti
Lo stato del Radhanpur era governato dai Babi Pathans che avevano diritto ad 11 colpi di cannone a salve come saluto cerimoniale nelle grandi occasioni. I governanti locali avevano il titolo di Nawab ed erano imparentati con le casate regnanti di Junagadh e Balasinor.

### Nawab

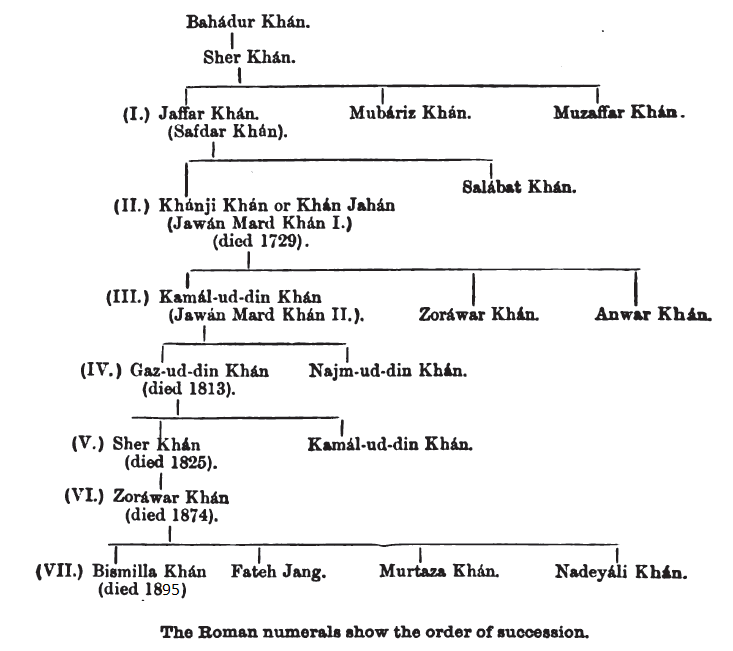
Albero genealogico della famiglia regnante del Radhanpur

- 30 marzo 1753 - 1765         Jawan Mard Khan II                 (m. 1765)
- 1765 - 1787                Muhammad Najm ad-Din Khan          (m. 1787)
- 1787 - 11 maggio 1813         Muhammad Ghazi ad-Din Khan         (n. 17.. - m. 1813)
- 11 maggio 1813 - 1825         Muhammad Shir Khan I               (n. 1794 - m. 1825)  - assieme al monarca successivo -
- 11 maggio 1813 – 1813         Muhammad Kamal ad-Din Khan II      (n. 1805 - m. 1813)
- 1825 -  9 Oct 1874         Muhammad Jorawar Shir Khan         (n. 1822 - m. 1874)
- 1825 - 1838                Sardar Bibi Sahiba (f) - reggente
- 9 ottobre 1874 – 20 dicembre 1895  Mohammad Bismillah Khan            (n. 1843 - m. 1895)
- 20 dicembre 1895 – 25 febbraio 1910  Mohammad Shir Khan II              (n. 1886 - m. 1910)
- 20 dicembre 1895 - aprile 1896     W. Beale - reggente
- aprile 1896 - 1900            Malcolm Thomas Lyde — reggente
- luglio 1900 - dicembre 1901        George Broodric O'Donnell — reggente
- dicembre 1901 - agosto 1903        Frederick William Wodehouse — reggente (n. 1867 - m. 1961)
- ottobre 1903 - 13 aprile 1907     Norman Sinclair Coghill — reggente (n. 1869 - m. 19..)
- 25 febbraio 1910 -  4 Dec 1936  Mohammad Jalal ad-Din Khan         (n. 1889 - m. 1936)  (dal 1º gennaio 1935, Sir Mohammad Jalal ad-Din Khan)
- 4 dicembre 1936 – 15 agosto 1947  Mortaza Khan                       (n. 1899 - m. 199.)

## Economia
Tra i prodotti principali dell'economia locale spiccavano il navone, grano e cotone.